# Pedro Vaz Gavião
D. Pedro Vaz Gavião (Évora ou Montemor-o-Novo – Coimbra, 13 de agosto de 1516 (508 anos)), também conhecido como D. Pedro Vaz, D. Pedro Gavião, foi um prelado português, penúltimo vigário-geral de Tomar, 28º bispo da Guarda e 25º prior de Santa Cruz de Coimbra, e comendatário deste mosteiro. Foi capelão-mor, confessor e do conselho do rei D. Manuel I, e desembargador do Paço, em concordância com a legislação então em vigor. Na qualidade de Vigário de Tomar foi vigário de S. Tiago de Santarém, de Santa Maria de África em Ceuta, da vila de Alcácer-Ceguer, das ilhas da Madeira, dos Açores e Cabo Verde, e das partes da Guiné e "desde o Cabo Não até aos Índios".

## Biografia
Supõe-se que tenha nascido em Évora ou Montemor-o-Novo, de ilustre geração. Por 1487 tornou-se vigário-geral, ou prelado nullius diocesis de Tomar, na Ordem de Cristo,  sucedendo a D. Pedro de Abreu. A 20 de março de 1490 D. Manuel, então duque de Beja, na formalidade de regedor e governador da Ordem de Cristo, apresenta a D. Frei Pedro Vaz, vigário de Tomar, Frei Nuno Cão, mestre em teologia, como vigário de Santa Maria do Funchal, cuja vigararia então se encontrava vaga, por saída de Frei Nuno Gonçalves.
Permaneceu no cargo até 1496, data em que foi nomeado bispo da Guarda, sendo sucedido na prelazia de Tomar por D. Diogo Pinheiro em 1496.
Era pessoa de muita afeição e confiança por parte de D. Manuel que, mal sucedeu na coroa portuguesa, a 25 de Outubro de 1495, o nomeou seu capelão-mor, lugar que tinha deixado vago D. Diogo Ortiz de Vilegas que depois foi bispo de Viseu.
Em 1496 D. Manuel proveu-o no bispado da Guarda, sucedendo a D. Álvaro de Chaves, assassinado em finais desse ano enquanto dormia por um seu criado para o roubar. Não tomou logo posse, pois assim que o papa Alexandre VI soubera da morte de D. Álvaro, provera no bispado o seu datário, o que motivou uma carta de protesto ao papa de D. Manuel. D. Pedro Vaz foi confirmado no princípio do ano seguinte por Alexandre VI, tomando posse a 14 de maio, sendo sagrado em Évora. Foi à Guarda, retirando-se logo para a corte, acompanhando em 1498 el-Rei D. Manuel e a rainha D. Isabel a Castela e Aragão, para serem jurados sucessores desses reinos. A 25 de outubro de 1499 assistiu com outros prelados às exéquias que se fizeram no templo da Batalha por ocasião da trasladação do corpo de D. João II, do Algarve para aquele monumento.
A 12 de maio de 1500 reuniu o primeiro sínodo de que há memória na Guarda, fazendo-se nele as constituições do bispado, que foram também as primeiras ordenadas com certo método e codificação, sendo depois impressas no tempo do seu sucessor, D. Afonso de Portugal.
Em 1502 acompanhou D. Manuel na visita que este monarca fez ao túmulo do apóstolo S. Tiago de Compostela, e nos anos seguintes frequentou a corte, como lhe cumpria por virtude do seu cargo de capelão-mor, e era do agrado d'el-Rei, que em 1507 o nomeou vigésimo quinto prior de Santa Cruz de Coimbra, lugar que vagara por morte de D. João de Noronha, sendo confirmado por Júlio II.
A 24 de Agosto de 1512, sendo Prior-mor de Santa Cruz de Coimbra, com jurisdição sobre Leiria, criou a freguesia de Reguengo da Magueixa, ,por petição dos moradores do dito lugar que na altura eram oitenta, desmembrando-a da então vila de Leiria, e dando-lhe por orago a Santíssima Trindade.
Conservou com o bispado essa prelazia até à sua morte, e no mosteiro, tal como na Sé da Guarda, mandou fazer grandes obras, entre elas os túmulos de D. Afonso Henriques e D. Sancho I na Igreja de Santa Cruz, que reedificou, trasladando para eles os corpos daqueles réis e de alguns dos seus filhos, a 25 de outubro de 1515, com assistência d'el-Rei D. Manuel e da principal nobreza do reino.
Leão X fez de D. Pedro Vaz muito apreço, cometendo-lhe a execução de muitas bulas, e aludindo a ele na que expediu em Roma aos 26 de julho de 151 5, para lhe conceder, e aos seus sucessores no cargo de capelão-mor, várias prerrogativas. Dele se diz ter sido "grande reformador moral e material, de uma actividade e zelo incansáveis, deixando indelevelmente impressa a sua individualidade em tudo quanto pôs mão generosa e benéfica".
D. Pedro Vaz Gavião foi um dos "bispos comendatários" da transição do século XV para a época moderna, homens de bases educacionais essencialmente nobiliárquico-cortesãs, e com uma elevada percepção dos deveres de solidariedade aristocrática que deles se esperavam.

### Sé da Guarda

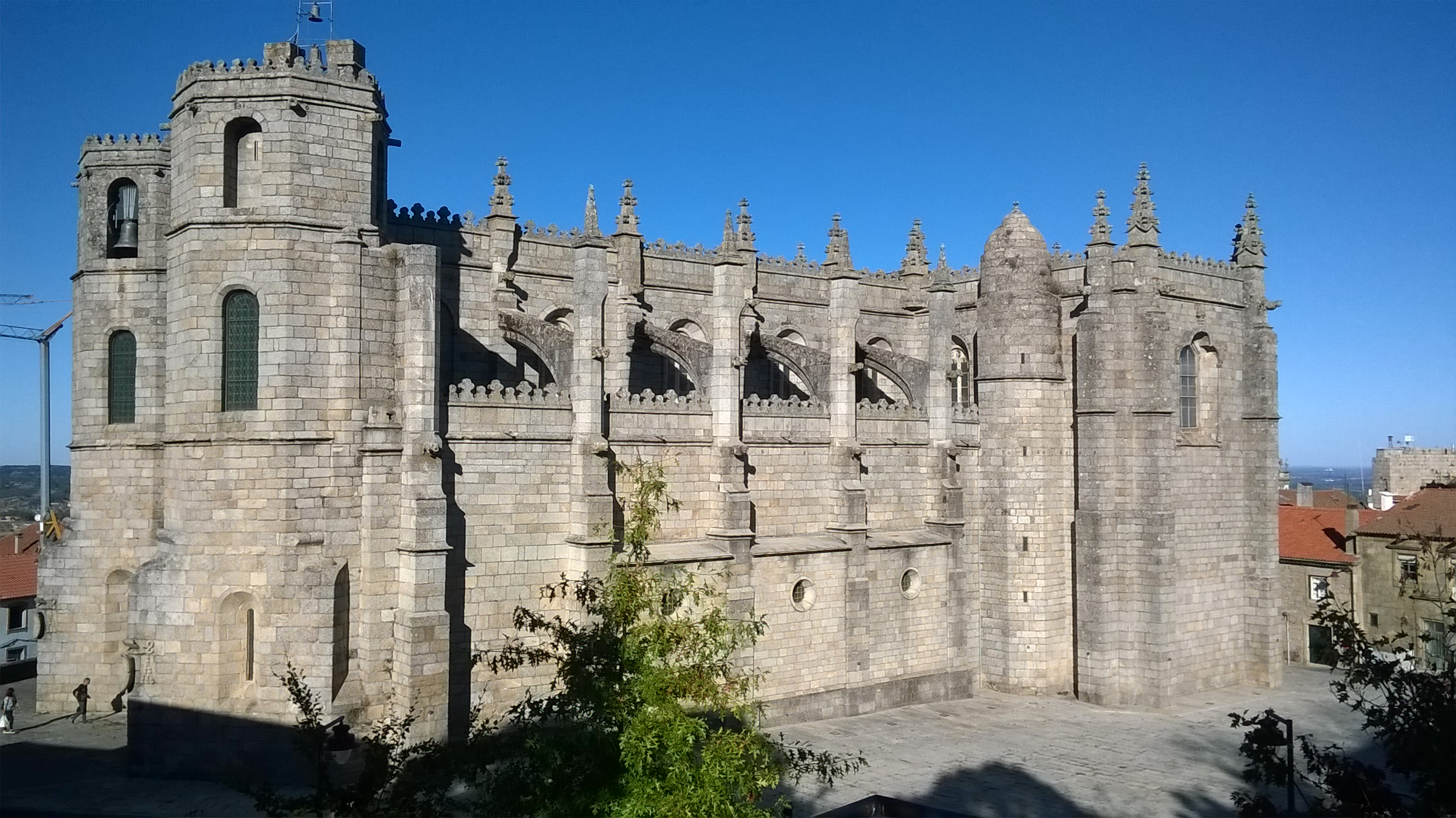
Vista lateral da Sé da Guarda

A este prelado se deve a construção da maior parte da Sé da Guarda. Uma vez que as suas armas aparecem na frontaria da catedral e nas colunatas a cerca de três metros de altura, é de crer que quando D. Pedro Vaz entrou na diocese, em todo o corpo do templo as paredes apenas estavam levantadas, fora dos alicerces, a uma altura muito limitada, supondo-se que assim estariam desde desde o fim do governo de D. Luís da Guerra, em 1458. O mesmo se verifica na nave cruzeira, pois logo acima dos seus dois pórticos, construídos por este bispo e seu antecessor D. Gonçalo, aparecem os brasões de D. Pedro Vaz Gavião. Finalmente, em relação à capela-mor, podia estar mais ou menos adiantada, mas foi também Gavião quem a concluiu, e lhe fechou a abóbada, onde igualmente colocou o seu brasão.
Segundo se lê em carta régia de D. João III expedida a 26 de maio de 1526, entre os anos de 1504 a 1517, governando quase na totalidade deles o bispo D. Pedro Vaz Gavião, se fizeram obras importantíssimas, consumindo-se nelas a quantia de 5.273.674 réis, soma valiosíssima para a época.
A última arrematação, em 1517, devia ter sido feita, visto ter já falecido em 1516 o bispo Gavião, por Bartolomeu de Paiva, amo de D. João III.

### Mosteiro de Santa Cruz de Coimbra

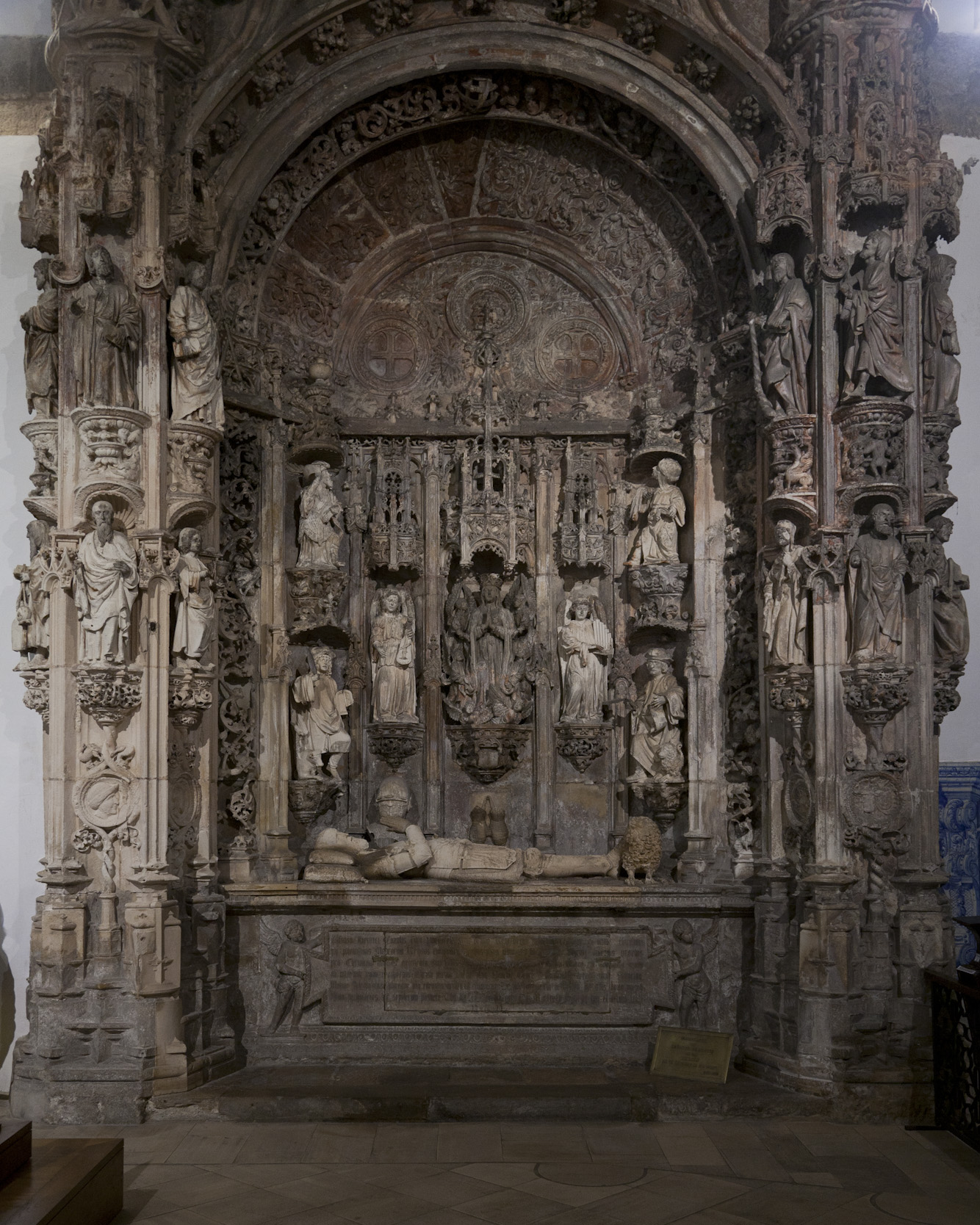
Túmulo de D. Afonso Henriques em Santa Cruz de Coimbra

Após a sua nomeação como prior-mor do Mosteiro de Santa Cruz de Coimbra por D. Manuel em 1507, mandou fazer a actual igreja, o claustro manuelino, a casa do capítulo, e os túmulos de D. Afonso Henriques e de D. Sancho I. A contratação de Mestre Boitaca para estas obras coincide com a sua apresentação como prior de Santa Cruz.

### Brasão de armas

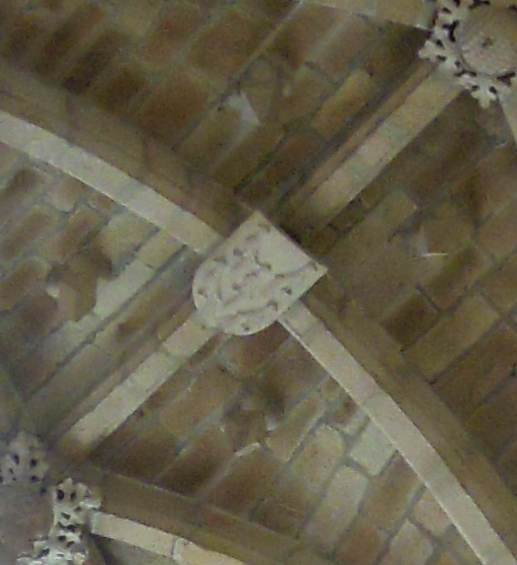
Brasão de armas de D. Pedro Vaz Gavião no fecho da abóbada da capela-mor da Sé de Guarda

D. Pedro Vaz Gavião usava por escudo as armas falantes dos Gaviões, comportando em campo azul, cinco gaviões de cor natural, armados d' ouro, postos em aspa. O seu brasão encontra-se profusamente semeado por toda a Sé da Guarda, embutido no maciço das paredes e das colunatas. Externamente veem-se na parte superior do talhamar de cada uma das torres exemplares desse brasão, e internamente nas colunas que defrontam com a nave cruzeira, aproximadamente a três metros de altura sobre o pavimento, nos topos da mesma nave, logo por baixo das janelas que aí estão, e no fecho da abóbada da capela-mor, onde aparece sem timbre, surgindo com chapéu episcopal ou mitra nos outros lugares. O mesmo escudo encontra-se também no seu túmulo, na capela de Jesus do claustro de Santa Cruz de Coimbra.
Segundo informação do Cónego Jerónimo Dias Leite, historiador do Arquipélago da Madeira de meados do século XVI, uma sua irmã, Alda Mendes, teria casado em segundas núpcias com o 2.º capitão do donatário de Machico, Tristão Teixeira "das Damas".
Morreu em Coimbra, no mosteiro de Santa Cruz, a 13 de agosto de 1516, sendo sepultado na capela de Jesus ou do Santo Cristo do claustro daquele mosteiro, em túmulo armoriado com as armas dos Gaviões, com o seguinte epitáfio: